# 유정 (1966년 영화)
《유정》은 1966년에 개봉한 대한민국의 영화이다.

## 캐스팅
- 김진규 : 그 역
- 남정임 : 정님이 역
- 김동원
- 조미령 : 이 여사 역
- 문미봉